# Bruce Roberts
Bruce Roberts, född 3 november 1957, är en friidrottare från Kanada. Han deltog vid olympiska sommarspelen 1984.